# San Dionisio (Salvador)
Pour les articles homonymes, voir San Dionisio.
San Dionisio est une municipalité située dans le département d'Usulután au Salvador.